# Europäische Föderalistische Partei (historisch)
Europäische Föderalistische Partei (EFP) war der Name von Parteien in mehreren europäischen Ländern. 1974 wurde die EFP als gesamteuropäische Partei konstituiert. Die EFP trat für ein vereintes, föderalistisches Europa ein.

## Geschichte
Bereits 1952 hatte Otto Molden ein Europäisches Grundprogramm verfasst. Im Sommer 1959 organisierte er eine Konferenz europäischer Föderalisten in Wien, auf der sich die Föderalistische Internationale (FI) gründete.
Molden gründete 1960 mit der „Europäischen Föderalistischen Partei Österreichs“ (EFPÖ) die erste nationale EFP-Partei. Weitere Gründungen fanden in den folgenden Jahren statt. Die Aktivitäten wurden im „Europäischen Büro der Föderalistischen Internationale“ koordiniert, dessen Sitz in Wien war.
Der erste Kongress der FI fand am 1. und 2. November 1969 in Steg statt. 1973 konstituierte sich die EFP als gesamteuropäische Partei. Auf dem ersten Kongress der EFP am 17. November 1974 wurde ein Grundsatzprogramm verabschiedet.
Ab 1979 war der deutsche EFP-Vorsitzende Lutz Roemheld Generalsekretär der EFP. Unter ihm setzte sich die Partei auch für Esperanto als offizielle Sprache der Europäischen Union ein.

## Österreich
Die Europäische Föderalistische Partei Österreichs (EFP oder EFPÖ) wurde am 1. Oktober 1960 in Wien unter anderem von Otto Molden und Erik Wintersberger gegründet. Nach einigen wenig erfolgreichen Wahlantritten stellte die EFPÖ die Aktivität größtenteils wieder ein.
Anfang der 1970er reaktivierte Molden die Partei. Der einzige Wahlantritt in Wien verlief jedoch ebenfalls erfolglos. Im Oktober 1980 wurde die EFPÖ endgültig aufgelöst.
Mit der Europäischen Legion Österreichs bestand eine Jugendorganisation. Die Studentenorganisation der FI war Neues Europa – Union Föderalistischer Studenten Österreichs (NEUFS).

### Wahlen
Die EFPÖ trat 1962 bei den Nationalratswahlen an und erreichte 0,5 %.
Weil der Stadtmagistrat Innsbruck für die Nationalratswahlen von 1962 lediglich der Österreichischen Volkspartei, der Sozialistischen Partei Österreichs, der Freiheitlichen Partei Österreichs und der Kommunistischen Partei Österreichs unentgeltlich Plakattafeln zur Verfügung gestellt hatte, focht die ÖEFP die Wahl an. Obwohl der Verfassungsgerichtshof in seinem Erkenntnis vom 1. Oktober 1963 zum Schluss kam, dass die Freiheit der Wahl auch dadurch beeinträchtigt werden kann, dass „eine oder einzelne wahlwerbende Parteien gegenüber den anderen durch die öffentliche Hand bei der Wahlwerbung wirtschaftlich begünstigt werden“, gab der Verfassungsgerichtshof der Wahlanfechtung keine Folge. Und zwar mit der Begründung, das Verhalten des Stadtmagistrats sei ohne Einfluss auf das Wahlergebnis gewesen. Die ÖEFP hatte nämlich im Wahlkreis Innsbruck nur 1'595 Stimmen erhalten.
Bei der Bundespräsidentenwahl 1963 trat Josef Kimmel für die EFP an und erreichte 4,0 % der Stimmen.
Bei der Wahl zur Bezirksvertretung Innere Stadt (1. Gemeindebezirk Wien) 1964 erreichte die EFPÖ 1,6 %.
Landtagswahlen
| Jahr | Salzburg | Wien |
| ---- | -------- | ---- |
| 1964 | 1,19     | 0,74 |
| 1973 |          | 0,21 |

## Deutschland
Die deutsche Sektion wurde am 12. Januar 1964 gegründet. Sie trat auch unter dem Namen Europa Partei (EP) oder Kombinationen von EFP und EP auf und nahm mit nur geringem Erfolg an mehreren Bundestags-, Europa- und Landtagswahlen teil. 1994 wurde die Parteiarbeit eingestellt.

### Geschichte
Die Partei wurde von dem Kosmetik-Vertreter Ernst Ruban aus Bremen gegründet. Nach einem Namensstreit im Jahre 1970 (eine Gruppe von Mitgliedern setzte sich für Europa-Partei ein) ging das Amt des Vorsitzenden auf den damals vierzigjährigen Hans-Wittich von Gottberg über.
1975 wurde Karl Hahn Vorsitzender. Er und die Partei konzentrierten ihre Bemühungen auf die Landtagswahl in Baden-Württemberg 1976. Unter anderem konnte man Helmut Palmer als eines der Zugpferde gewinnen. Mit landesweit 0,7 % scheiterte man jedoch an der 1 %-Hürde für die Parteienfinanzierung. Das lag auch daran, dass man nur in 41 von 70 Wahlkreisen Kandidaten aufstellen konnte. Erika (im Wahlkreis Schorndorf mit 5,0 %) und Helmut Palmer (mit 5,5 % in Aalen; er trat auch noch in Ehingen (4,0 %) und Schwäbisch Gmünd (2,7 %) an) holten die landesweit höchsten Stimmenzahlen für die EFP.
Hahn trat zurück, auf ihn folgte Hans Joachim Krüger. Die Teilnahme an der Europawahl 1979 scheiterte mangels Unterstützungsunterschriften.
1979 übernahm Lutz Roemheld den Vorsitz und das Generalsekretariat der FI. Unter ihm setzte sich die EFP unter anderem im Wahlkampf für die Europawahl 1984 für Esperanto als europäische Zweitsprache ein.
1987 wurde nach internen Spannungen zwischen den noch aktiven Landesverbänden NRW und Hamburg ein neuer Vorstand mit Kurt Duwe als Bundesvorsitzendem gewählt. Bei der Unterschriftensammlung für die Zulassung zur Europawahl 1989 hatte die EFP wieder Probleme, woraufhin Duwe eine größere Zahl von Unterstützungsunterschriften fälschte. Der Betrug wurde aufgedeckt, woraufhin Duwe von seinem Amt zurücktrat.
Die letzte Teilnahme an einer Wahl erfolgte am 29. September 1991 bei der Wahl zur Bremischen Bürgerschaft. Die EFP löste sich im November 1995 auf. Einige frühere Unterstützer der EFP waren ab 2004 für die politische Vereinigung Europa – Demokratie – Esperanto aktiv.

### Bayern
Die 1967 von der Bayernpartei abgespaltene Bayerische Staatspartei (BSP) war in den 1970ern die Sektion Bayern der EFP. Zwischen Januar 1977 und November 1978 war die BSP mit der EFPD verschmolzen. Davor und danach arbeiteten beide Organisation zum Teil stark zusammen. Mitte der 1980er zerbrach das Bündnis und ein eigener Landesverband Bayern der EFPD wurde gegründet.

### DDR
Die EFP wurde nach der Wende auch in der DDR aktiv.

### Wahlergebnisse
Bei der Europawahl 1984 erreichte die EFP unter dem Namen Europäische Föderalistische Partei – Europa Partei 34.500 Stimmen (0,1 %). Bei der Volkskammerwahl 1990 in der DDR erreichte die EFP 3.636 Stimmen (0,03 %).
Bundestagswahlen
| Jahr | Erststimmen | Erststimmen | Zweitstimmen | Zweitstimmen | Anmerkung                                                                |
| ---- | ----------- | ----------- | ------------ | ------------ | ------------------------------------------------------------------------ |
| 1965 | –           | –           | 1.015        | 0,0 %        | nur Landesliste in Bremen                                                |
| 1969 | 20.927      | 0,1 %       | 49.650       | 0,2 %        | als „Europa-Partei“, Landeslisten in allen Ländern außer Rheinland-Pfalz |
| 1972 | 7.581       | 0,0 %       | 24.057       | 0,1 %        | Landeslisten in allen Ländern außer Rheinland-Pfalz                      |
| 1990 | 266         | 0,0 %       | –            | –            | ein Direktkandidat in Göppingen                                          |

Landtagswahlen
| Jahr | Baden-Württemberg | Bayern | Bremen | Hamburg | Hessen | Niedersachsen | Nordrhein-Westfalen | Schleswig-Holstein |
| ---- | ----------------- | ------ | ------ | ------- | ------ | ------------- | ------------------- | ------------------ |
| 1967 |                   |        |        |         |        | 0,1           |                     |                    |
| 1970 |                   | 0,2 BE |        | 0,3 E   | 0,1    | 0,0           |                     |                    |
| 1971 |                   |        |        |         |        |               |                     | 0,3 E              |
| 1974 |                   | 0,2 B  |        | 0,1     |        |               |                     |                    |
| 1976 | 0,7               |        |        |         |        |               |                     |                    |
| 1978 |                   | 0,1 B  |        |         |        |               |                     |                    |
| 1980 |                   |        |        |         |        |               | 0,0                 |                    |
| 1982 |                   |        |        | 0,0     |        |               |                     |                    |
| 1985 |                   |        |        |         |        |               | 0,0                 |                    |
| 1986 |                   |        |        | 0,1     |        |               |                     |                    |
| 1987 |                   |        |        | 0,0     |        |               |                     |                    |
| 1991 |                   |        | 0,0    |         |        |               |                     |                    |

## Italien
1963 bis 1965 versuchte Alberto Cabella die Gründung einer italienischen Sektion, die jedoch scheiterte.
Bei der Landtagswahl in Südtirol 1973 trat eine EFP an und erreichte 0,16 % der Stimmen.
In Trentino trat die Partito Popolare Trentino Tirolese per l’Unione Europea der EFP als Trentiner Sektion bei.
Bei der Europawahl in Italien 1979 trat die EFP als Teil der Liste Union Valdôtaine – Federalismo Europa Autonomie an. Diese kam auf 166.393 Stimmen (0,47 %) und verpasste nur knapp ein Mandat. Bei der nächsten Europawahl kandidierte die EFP und Enrico Pruners Flügel der PPTT für die Liste der Liga Veneta – Unione per l’Europa Federalista. Auch diese verpasste mit 164.115 Stimmen (0,47 %) nur knapp ein Mandat.

## Schweiz
Die Schweizer Sektion wurde 1970 von Hans-Peter Stämpfli geführt. Sie nahm von 1971 bis 1979 an der Nationalratswahl teil. 1971 erhielt sie in Zürich 0,34 % (Spitzenkandidat Walter Spörli), in St. Gallen 0,34 % (Spitzenkandidat Alexander Thaler) und im Aargau: 0,33 % (Spitzenkandidat Hans Peter Stämpfli). 1975 und 1979 trat sie nur noch in Zürich an und erreichte dort einen Stimmenanteil von 0,1 % bzw. 0,0 % Stimmen.

## Frankreich
Am 29. November 1970 gegründete sich die Parti Fédéraliste Européen de France. Erste Vorsitzende waren Guy Heraud und Robert Savageau. 1971 gründete sich die EFP Elsass-Lothringen als Abspaltung der Regionalen Bewegung Elsass-Lothringen.
Bei der Präsidentschaftswahl 1974 trat Héraud für die PFEF an, er landete mit 0,08 % auf dem letzten Platz. Mit Jean-Claude Sebag trat ein weiterer europäischer Föderalist vom Mouvement fédéraliste européen (MFE) zur Wahl an, dieser gewann 42.007 (0,16 %) Stimmen.
Die der MFE und der Rassemblement pour l’Europe fédérale (REF) bestanden zwei Organisationen in Konkurrenz zur PFEF, die gelegentlich auch zu Wahlen antraten. Von der REF spaltete sich 1995 die Parti fédéraliste France ab, die 2011 in die neue Europäische Föderalistische Partei aufging.

## Vereinigtes Königreich
In London bestand ein Britisches Komitee der Föderalistischen Internationale. Die 1975 gegründete und noch bestehende Cornish Nationalist Party war die Sektion Cornwall der EFP. Bei der Europawahl 1979 trat Alexander Thynn, 7. Marquess of Bath als Kandidat Wessex Regionalist & European Federalist an und erhielt 1.706 Stimmen (0,8 % im Wahlkreis). 1984 trat James Whetter für die CNP als Cornish and European Federalist an und erhielt 1.892 Stimmen (1,0 % in Cornwall). Zwar stellte auch die Wessex Regionalist Party mit Henrietta Rous eine Kandidatin auf jedoch ohne Verweis auf die EFP.

## Weitere Länder
- Polen: In Polen wurde 1991 eine Sektion der EFP gegründet.[19]
- Niederlande: 1970 Vorsitzender Kurt Hussmann[13]
- Belgien[13]
- Schweden: gegründet 1969[13], 1970 Vorsitzender Arthur Laban[13]
- Slowakei: Die EFP der Slowakei wurde im Juni 1970 gegründet.[1]
- Katalonien: 1972 wurde die Partit Federalista Europeu de Catalunya (PFEC) gegründet und von dem Nordkatalanen Gilbert Grau i Salvat, einem ehemaligen Zwangsarbeiter in Oberschlesien (1943–1945), geleitet. Diese Bewegung verteidigte einen unabhängigen katalanischen Staat in einem föderalen Europa der Völker.
- Griechenland: Die Bewegung für Europa trat 1975 der EFP bei[20]

## Nachfolgeorganisationen
Am 13. Januar 1993 gründete sich unter Führung Moldens das European National Movement (ENM): Congress of European Patriots and Federalists (Europäische Nationalbewegung (ENB): Kongreß Europäischer Patrioten und Föderalisten).
2011 entstand eine europaweite Partei, die sich ebenfalls Europäische Föderalistische Partei nennt.